# Държавен архив – Варна
Държавен архив – Варна е отдел в дирекция „Регионален държавен архив“ – Варна.

## Дейност
В него се осъществява подбор, комплектуване, регистриране, обработване, съхраняване и предоставяне за използване на определените за постоянно запазване документи на областната администрация, на общините на територията на Варненска област, на териториалните структури на държавните органи и на други държавни и общински институции, организации и значими личности от местно значение, както и научно-методическото ръководство и контрол на организацията на работата с документите в деловодствата и учрежденските архиви, тяхното опазване и използване.
Към архива функционират читалня, библиотека, лаборатория за консервация и реставрация на документи, изложбена зала. В научно-справочната библиотека са заведени 2278 тома специализирана литература по история, архивистика и други области на науката, речници, енциклопедии, справочници, пътеводители, каталози, документални сборници, периодични издания.

## История
Архивът е създаден през 1952 г. като отдел на Окръжно управление на Министерство на вътрешните работи – Варна на основата на Указ № 515 на Президиума на Народното събрание и ПМС № 344 от 18 април 1952 г. От 1961 г. е на административно подчинение на Окръжен народен съвет – Варна, а от 1988 г. е в структурата на Община Варна. През 1992 г. преминава на пряко административно подчинение на Главно управление на архивите при Министерски съвет. От 1978 г. получава статут на дирекция, а през 2010 г. е преструктуриран в отдел.

### Сграда
Днес Държавният архив се помещава в най-старата обществена постройка във Варна - сградата на бившия турски конак на ул. „Преслав“ № 52. След Освобождението тя служи като полицейско управление и официално окръжно учреждение. В двора ѝ е разкрита антична гробница, изследвана за първи път от Варненското археологическо дружество през 1911 г.
Архивът се помещава в обновената сграда от 1997 г., тържествено открита в деня на честването на 45-та му годишнина. Обявена за архитектурен паметник от местно значение, сградата е ремонтирана и преустроена, като на първия етаж са разположени хранилища, а на втория – работни помещения, читалня и лаборатория. Предоставя добри условия за съхранение на документите и за работа на служителите от архива, както и на читателите.

## Фонд
След промените в административно-териториалното деление на страната през 1959 г. Варненският архив предава на новосъздадения Окръжен държавен архив – Толбухин (днес Добрич) 95 архивни фонда на фондообразуватели от региона с наличния научно-справочен апарат. През 2003 г. е приет фондовият масив на Окръжния комитет на Българска комунистическа партия, възлизащ на 1774 фонда с 28235 архивни единици, 2148 спомена, 402 частични постъпления, 1114 снимки и 3 албума.
Общата фондова наличност на архива към 1 януари 2016 г. възлиза на 3556 линейни метра с 4103 архивни фонда (3930 учрежденски и 173 лични) и общ брой 301 836 архивни единици, 1332 частични постъпления и 2778 спомена. Застрахователният фонд се състои от 2 982 478 кадъра (1 491 285 кадъра негатив и 1 491 193 позитив).

## Ръководители
През годините ръководители на архива са:
- Петър Желев (1952 – 1955)
- Желязко Георгиев (1956 – 1957)
- Мария Пенкова (1958 – 1979)
- Стефан Лилов (1980 – 1995)
- Борислав Дряновски (1995 – 2007)
- Гинка Колева (2007 – 2010)
- Владимир Владимиров (2010 – )

## Отличия и награди
Архивът е награден по повод 25-годишния му юбилей за добра организаторска, методическа и събирателска дейност с орден „Кирил и Методий“ – III степен.